# Banbasa
Banbasa är en ort i Indien.   Den ligger i delstaten Uttar Pradesh, i den norra delen av landet, 280 km öster om huvudstaden New Delhi. Banbasa ligger 229 meter över havet och antalet invånare är 7 138.
Terrängen runt Banbasa är platt. Runt Banbasa är det tätbefolkat, med 257 invånare per kvadratkilometer. Närmaste större samhälle är Tanakpur, 9,8 km norr om Banbasa. Trakten runt Banbasa består till största delen av jordbruksmark.